# Juander Santos
Juander Santos Aquino (* 7. Mai 1995 in Bayaguana) ist ein dominikanischer Leichtathlet, der im Sprint und Hürdenlauf an den Start geht und sich auf die 400-Meter-Distanz spezialisiert hat. Auch sein älterer Bruder Luguelín Santos ist als Leichtathlet aktiv.

## Sportliche Laufbahn
Erste internationale Erfahrungen sammelte Juander Santos im Jahr 2012, als er bei den CAC-Juniorenmeisterschaften in San Salvador mit 49,34 s in der Vorrunde im 400-Meter-Lauf in der U18-Altersklasse ausschied, mit der dominikanischen 4-mal-100-Meter-Staffel in 41,57 s die Silbermedaille gewann und mit der 4-mal-400-Meter-Staffel mit 3:17,78 min auf Rang sechs gelangte. Bei den IAAF World Relays 2014 auf den Bahamas wurde er in 3:03,41 min Dritter im B-Finale der 4-mal-400-Meter-Staffel und anschließend belegte er bei den CAC-Juniorenmeisterschaften in Morelia in 21,52 s den sechsten Platz im 200-Meter-Lauf und wurde in 47,17 s Vierter über 400 Meter. Zudem gelangte er mit der Staffel mit 3:32,12 min auf Rang sechs. Daraufhin schied er bei den Juniorenweltmeisterschaften in Eugene mit 47,64 s im Halbfinale über 400 Meter aus und kam über 200 Meter mit 21,62 s nicht über die erste Runde hinaus. Im August klassierte er sich bei den Ibero-Amerikanischen Meisterschaften in São Paulo mit 48,06 s auf dem sechsten Platz über 400 Meter und gewann mit der Staffel in 3:02,73 min die Goldmedaille. Anschließend schied er beim Panamerikanischen Sportfestival in Mexiko-Stadt mit 21,17 s und 47,41 s jeweils im Vorlauf über 200 und 400 Meter aus. Im November belegte er bei den Zentralamerika- und Karibikspielen (CAC) in Xalapa in 45,93 s den vierten Platz über 400 Meter und wurde auch im Staffelbewerb in 3:02,86 min Vierter. Bei den IAAF World Relays 2015 in Nassau schied er mit 3:12,55 min im Vorlauf der 4-mal-400-Meter-Staffel aus und anschließend kam er bei der Sommer-Universiade in Gwangju mit 50,34 s auf den siebten Platz im 400-Meter-Hürdenlauf und siegte in 3:05,05 min im Staffelbewerb. Daraufhin nahm er an den Panamerikanischen Spielen in Toronto teil und schied dort mit 52,16 s im Vorlauf über 400 Meter Hürden aus und wurde mit der Staffel disqualifiziert. Im August erreichte er bei den NACAC-Meisterschaften in San José mit 50,79 s Rang acht im Hürdenlauf und anschließend verpasste er bei den Weltmeisterschaften in Peking mit der Staffel mit 3:00,15 min den Finaleinzug. Im Oktober schied er bei den Militärweltspielen in Mungyeong mit 51,87 s in der Vorrunde im Einzelbewerb aus und auch mit der Staffel kam er mit 3:14,45 min nicht über die Vorrunde hinaus. Im Jahr darauf belegte er bei den Ibero-Amerikanischen Meisterschaften in Rio de Janeiro in 49,73 s den fünften Platz über 400 Meter Hürden und im Juli gewann er bei den U23-NACAC-Meisterschaften in San Salvador in 50,02 s die Bronzemedaille hinter dem US-Amerikaner Khallifah Rosser und José Luis Gaspar aus Kuba. Zudem erreichte er mit der 4-mal-100-Meter-Staffel in 39,97 s Rang vier.
2017 startete er bei den Weltmeisterschaften in London und klassierte sich dort mit 49,04 s im Finale über 400 Meter Hürden auf dem sechsten Platz. Anschließend siegte er in 48,65 s bei der Sommer-Universiade in Taipeh im Hürdenlauf und verteidigte mit der Staffel in 3:04,34 min seinen Titel. Im Jahr darauf erreichte er bei den Hallenweltmeisterschaften in Birmingham das Halbfinale über 400 Meter und schied dort mit 46,83 s aus und mit der Staffel verpasste er mit 3:10,45 min den Finaleinzug. Im Juli gewann er bei den Zentralamerika- und Karibikspielen in Barranquilla in 48,77 s die Bronzemedaille über 400 Meter Hürden hinter Kyron McMaster von den Britischen Jungferninseln und dem Jamaikaner Annsert Whyte. Zudem sicherte er sich im Staffelbewerb in 3:03,92 min die Silbermedaille hinter dem kubanischen Team. 2019 gelangte er bei den Panamerikanischen Spielen in Lima mit 2:09,37 min auf Rang acht im Hürdenlauf und belegte in 3:05,64 min den vierten Platz in der 4-mal-400-Meter-Staffel. 2022 gewann er bei den Ibero-Amerikanischen Meisterschaften in La Nucia in 49,74 s die Silbermedaille hinter dem Costa-Ricaner Gerald Drummond und siegte anschließend in 50,05 s bei den Juegos Bolivarianos in Valledupar und sicherte sich dort in 3:08,11 min zudem die Bronzemedaille im Staffelbewerb hinter den Teams aus Kolumbien und Venezuela. Daraufhin kam er bei den Weltmeisterschaften in Eugene mit 58,80 s nicht über die erste Runde über 400 Meter Hürden hinaus. Im Jahr darauf gewann er bei den Zentralamerika- und Karibikspielen in San Salvador in 49,61 s die Bronzemedaille über 400 Meter Hürden hinter dem Salvadorianer Pablo Andrés Ibáñez und Guillermo Campos aus Mexiko und mit der Staffel sicherte er sich in 3:02,19 min die Bronzemedaille hinter den Teams aus Trinidad und Tobago und Barbados. Im November verpasste er dann bei den Panamerikanischen Spielen in Santiago de Chile mit 52,64 s den Finaleinzug im Hürdenlauf. Bei den World Athletics Relays 2024 in Nassau gelangte er im 1. Qualifikationsrennen über 4-mal 400 Meter für die Olympischen Spiele mit 3:08,15 min auf Rang sechs. Kurz darauf belegte er bei den Ibero-Amerikanischen Meisterschaften in Cuiabá in 49,89 s den fünften Platz im Einzelbewerb und wurde mit der Staffel disqualifiziert.

## Persönliche Bestzeiten
- 200 Meter: 20,94 s (−1,2 m/s), 25. Oktober 2014 in Guatemala-Stadt
  - 200 Meter (Halle): 21,20 s, 10. Februar 2018 in Boston
- 400 Meter: 45,93 s, 26. November 2014 in Xalapa
  - 400 Meter (Halle): 46,52 s, 10. Februar 2018 in Boston
- 400 m Hürden: 48,59 s, 7. August 2017 in London